# Ponte dell’Abbadia
Die Ponte dell’Abbadia ist eine historische Bogenbrücke zwischen den etruskischen Städten Vulci und Tarquinia in der italienischen Region Latium, Provinz Viterbo. Sie wurde um 90 v. Chr. auf den Fundamenten einer etruskischen Vorgängerbrücke erbaut.
Die Brücke führt in 30 Meter Höhe über den Fluss Fiora zur mittelalterlichen Burg Castello dell’Abbadia. Die Burg, ein ehemaliges Zisterzienserkloster, beherbergt heute das archäologische Museum von Vulci, in dem Bodenfunde aus etruskischer Zeit, unter anderem seltene schwarze Bucchero-Tongefäße, ausgestellt werden.